# 威豹乐队
威豹樂隊（英語：Def Leppard）是一支1977年在英国谢菲尔德成立的摇滚乐队，现有贝斯手瑞克·薩維奇、主音歌手喬·埃利奧特、鼓手瑞克·艾倫、主音吉他手菲爾·柯倫和吉他手坎維維安·坎貝爾五名成员。该乐队是英国重金属新浪潮的代表性乐队之一，也是1980年代最流行的重金属乐队之一，其在全球销售专辑超过6500万张。
2019年，威豹樂隊入選搖滾名人堂。

## 歷史

### 原子質量和形成 (1976–1979)
Rick Savage、Tony Kenning 和Pete Doubleday，南約克郡謝菲爾德 Tapton School 的所有學生組成了一支名為原子質量於1976年加入。皮特·威利斯於1977年加入，短暫離開但全職回歸。 樂隊最初由吉他手 Doubleday（以及後來的 Willis）、短暫演奏吉他後擔任貝斯手的 Savage、鼓手 Kenning、貝斯手 Andy Nicholas 和主唱 Nick Mackley 組成。 其他來來往往的成員包括 Paul Holland（主唱）、Melanie Davis（吉他、鍵盤、小提琴、貝斯）、Paul Hampshire（主音吉他）和 Nick Hornt（主唱）。當時年僅18 歲的Joe Elliott 在1977 年11 月錯過公共汽車後與Willis 偶遇後，嘗試加入樂隊擔任吉他手。title=關於Joe 和Def Leppard |url=https://www.planetrock.com/on-air/joe-elliott/about-joe-and-def-leppard/ （页面存档备份，存于） |access-date= 2018 年12 月13 日|work=Planet Rock}}</ref>在試鏡期間，我們發現他更適合擔任主唱。 樂隊最初的排練在 Portland Works 進行，他們的第一場演出是在謝菲爾德 Mosborough 的 Westfield School A Block 的餐廳。
埃利奧特提出了“聾豹”這個名字，最初是他在藝術課上設計樂隊海報時想到的樂隊名稱。根據 Kenning 的建議，對拼寫進行了輕微修改，以使這個名字看起來不像朋克樂隊。1978 年 1 月，Steve Clark 加入樂隊。 根據埃利奧特的說法，他通過完整地演奏 Lynyrd Skynyrd 的“Free Bird”成功地參加了樂隊的試鏡。<參考>普拉托，格雷格。 史蒂夫·克拉克傳記 （页面存档备份，存于） Allmusic。 檢索日期：2011 年 11 月 17 日</ref>
11 月，就在錄製名為“The Def Leppard E.P.”的三首歌專輯之前，肯寧突然離開了樂隊； 後來他組建了開羅樂隊。 他的會議由Frank Noon 代替。 到月底，年僅 15 歲的 Rick Allen 加入了樂隊，擔任全職鼓手。 在著名的 BBC Radio 1 DJ John Peel 大量播放歌曲“Getcha Rocks Off”後，EP 的銷量猛增，他當時被認為是 朋克搖滾 和新浪潮音樂.
整個1979 年，樂隊在英國硬搖滾和重金屬粉絲中培養了一批忠實的追隨者，並被認為是英國重金屬新浪潮運動的領導者之一。<參考>麥克米倫，馬爾克 (2012)。 N.W.O.B.H.M. 百科全書。 p。 148. 鐵頁書（3 版）。 德國柏林：I.P. Verlag Jeske/Mader GbR。</ref>他們的日益受歡迎導致與主要唱片公司 Phonogram/Vertigo（美國 Mercury 唱片公司）達成唱片協議。 Def Leppard 最初的管理層MSB 是由皮特·馬丁(Pete Martin) 和弗蘭克·斯圖爾特-布朗(Frank Stuart-Brown) 組成的當地二人組，在馬丁和喬·埃利奧特(Joe Elliott) 因路上發生的一起事件發生鬥毆後被解僱。 樂隊聯繫了 Leber-Krebs 管理層的 Peter Mensch，後者為他們預訂了英國巡演以支持 AC/DC。 門施承認他看中了樂隊，並成為了他們的經理。In January 1978, Steve Clark joined the band. According to Elliott, he successfully auditioned for the band by playing Lynyrd Skynyrd's "Free Bird" in its entirety.

### “整夜”和“嗨和乾”（1980-1981）
Def Leppard 的首張專輯“On Through the Night”於1980 年3 月14 日發行。儘管這張專輯在英國打入了前15 名，許多早期的粉絲認為樂隊過於努力地通過錄製“Hello America”等歌曲並在美國進行更多巡演來吸引美國觀眾（支持Pat Travers、[[AC/DC] ）而感到厭煩。 ]]和特德·紐金特）； 八月份在閱讀節上的一場演出因觀眾向樂隊投擲啤酒罐和裝滿尿液的瓶子來表達不滿而受到破壞。 這一事件部分歸咎於記者傑夫·巴頓在《聲音》音樂報紙上發表的一篇題為“Leppard 改變位置了嗎？”的封面故事，指責樂隊將其出賣給了樂隊。美國市場。 在一部為 BBC 2 錄製的關於樂隊的紀錄片中，巴頓回憶起對這個故事的愧疚感，以及在演出後台與樂隊經理 Mensch 發生的“站立爭吵”。在紀錄片系列“Metal Evolution”中，喬·埃利奧特(Joe Elliott) 表示媒體誇大了這一事件，當天所有樂隊都受到了人群的“虐待”。 
樂隊當時引起了 AC/DC 製作人 Robert John "Mutt" Lange 的注意，他同意參與他們於 6 日發行的第二張專輯《High 'n' Dry。  1981 年7 月。Lange 在錄音室中一絲不苟的方法幫助他們開始定義自己的聲音。 儘管這張專輯的銷售數字並不令人印象深刻（在英國僅達到了第26 位，在美國達到了第38 位），樂隊的視頻“Bringin' On the Heartbreak”成為1982 年在MTV 上播放的第一批金屬視頻之一，提高了樂隊在美國的知名度。樂隊繼續利用新興的音樂電視行業來多年來，他們通過獨特的視頻和奢華的音樂會吸引了粉絲。專輯發行後，隨後進行了歐洲和美國巡演。 樂隊為 Ozzy Osbourne 和 Blackfoot 開場。

## 專輯
On Through The Night (1980)
High 'N' Dry (1981)
Pyromania (1983)
Hysteria (1987)
Adrenalize (1992)
Retro Active (1993)
Slang (Deluxe Edition) (1996)
In the 80's (1998)
Euphoria (1999)
X (2002)
Yeah! (2006)
Songs From The Sparkle Lounge (2008)
Def Leppard (2014)
The Story So Far: The Best Of Def Leppard (2018)
When The Walls Came Trubling Down - Live In Oxford (2019)
Raw - Early BBC Recordings (2019)
The Early Years (2020)
Too Many Jitterbugs - B-Sides and Rarities (2019)
Hits Vegas (Live) (2020)
Hysteria At The O2 (Live) (2020)
From Hits Vegas Live 2020 (2021)
Electric Warriors (2021)
Epic Leppard (2021)
Deep Cuts (2021)
Old School Leppard (2021)
Let There Be Drums (2021)
The Two Arm Years (2021)
The Viv Years (2021)
All Timers (2021)
Leppard on the Loose (2021)
X, Yead! & Songs From The Sparkle Lounge: Rarities From The Vault (2021)

## 單曲
The Def Leppard E.P. (1979)
Rocket (Live) (1983)
Rock On (Radio Edit / Remixed) (1983)
Animal (1987)
Hysteria (Live / Medley) (1987)
When Love & Hate Collide (1995)
Acoustic Medley 2012: Where Does Love Go When It Dies / Now / When Love and Hate Collide / Have You Ever Needed Someone So Bad / Two Steps Behind (Live) (2013)
Helen Wheels (2017)
We All Need Christmas (2018)
Personal Jesus (Remix) (2018)
Run Riot (Live) (2020)
Billy's Got A Gun (Live) (2020)
Paper Sun (Live) (2020)